# Србија на Европском првенству у атлетици у дворани 2015.
Србија је учествовала на 33. Европском првенству у дворани 2015 одржаном у Прагу, Чешка, од 5. до 8. марта. Ово је било пето Европско првенство у атлетици у дворани од 2006. године од када Србија учествује самостално под овим именом.
Репрезентацију Србије представљало је 6 учесника (3 мушкарца и 3 жене) који су се такмичили у шест дисциплина (3 мушке и 3 женске).
Тамара Салашки је са 16 година 4 месеца и 16 дана постала најмлађа атлетичарка Србије учесница свих европских првенства у дворани, на којима је Србија учествовала до 2015.
Репрезентативци Србије су освојили 2 медаље, 1 злато (Ивана Шпановић) и 1 сребро (Асмир Колашинац). Резултат Иване Шпановић у скоку удаљ 6,98 м је нови рекорд Србије и најбољи европски резултат сезоне у дворани.
У табели успешности (према броју и пласману такмичара који су учествовали у финалним такмичењима (првих 8 такмичара)) Србија је са 2 учесника у финалу била 20. са 15 бодова, од 33 земље које су имале представнике у финалу. Укупно је учествовало 49 земаља.
| Пл. | Земља  | 1. место | 2. место | 3. место | 4. место | 5. место | 6. место | 7. место | 8. место | Бр. фин. Бод. |
| --- | ------ | -------- | -------- | -------- | -------- | -------- | -------- | -------- | -------- | ------------- |
| 20. | Србија | 1 - 8    | 1 - 7    | –        | –        | –        | –        | –        | –        | 2 - 15        |

## Учесници
| Бр. | Дисциплина   | Мушкарци        | Жене           | Укупно |
| --- | ------------ | --------------- | -------------- | ------ |
| 1   | 400 м        | Милош Раовић    | Тамара Салашки | 2      |
| 2   | 1500 м       | Горан Нава      |                | 1      |
| 3   | 3.000 м      |                 | Амела Терзић   | 1      |
| 4   | Скок удаљ    |                 | Ивана Шпановић | 1      |
| 5   | Бацање кугле | Асмир Колашинац |                | 1      |
|     | Укупно (5)   | 3               | 3              | 6      |

## Освајачи медаља (2)

### Злато (1)
- Ивана Шпановић — Скок удаљ

### Сребро (1)
- Асмир Колашинац — Бацање кугле

## Резултати

### Мушкарци
| Атлетичар       | Дисциплина   | Лични рекорд | Квалификације     | Квалификације     | Полуфинале           | Полуфинале           | Финале               | Финале               | Детаљи |
| Атлетичар       | Дисциплина   | Лични рекорд | Резултат          | Место             | Резултат             | Место                | Резултат             | Место                | Детаљи |
| --------------- | ------------ | ------------ | ----------------- | ----------------- | -------------------- | -------------------- | -------------------- | -------------------- | ------ |
| Милош Раовић    | 400 м        | 47,43        | Није завршио трку | Није завршио трку | Није се квалификовао | Није се квалификовао | Није се квалификовао | Није се квалификовао |        |
| Горан Нава      | 1.500 м      | 3:40,65 НР   | 3:48,80           | 4. у гр. 4        |                      |                      | Није се квалификовао | 19/28                |        |
| Асмир Колашинац | бацање кугле | 20,91 НР     | 20,41             | 6 КВ              | 20,90                |                      |                      |                      |        |

### Жене
| Атлетичарка    | Дисциплина | Лични рекорд | Квалификације | Квалификације | Полуфинале            | Полуфинале            | Финале                | Финале | Детаљи |
| Атлетичарка    | Дисциплина | Лични рекорд | Резултат      | Место         | Резултат              | Место                 | Резултат              | Место  | Детаљи |
| -------------- | ---------- | ------------ | ------------- | ------------- | --------------------- | --------------------- | --------------------- | ------ | ------ |
| Тамара Салашки | 400 м      | 54,03        | 54,39         | 5. у гр. 3    | Није се квалификовала | Није се квалификовала | Није се квалификовала | 25/28  |        |
| Амела Терзић   | 3.000 м    | 9:06,38      | 9:17,73       | 10. у гр. 1   |                       |                       | Није се квалификовала | 16/19  |        |
| Ивана Шпановић | скок удаљ  | 6,92 НР      | 6,76          | 1 КВ          | 6,98 НР               |                       |                       |        |        |